# Слияние и поглощение (альбом)
«Слияние и поглощение» — шестой студийный альбом рок-группы «Мумий Тролль», вышедший в 2005 году. Альбом «Слияние и Поглощение» не был похож по звуку на предыдущие записи группы, отличающиеся богатыми аранжировками. Звук был умышленно минималистичен. Альбом вернул группе многих поклонников, испуганных предыдущей высококачественной, но нестандартной пластинкой «Похитители книг». «Слияние и поглощение» также позволил группе привлечь новых слушателей. Несмотря на высокие продажи альбома, надежды выпускающей студии «Real Records» о возврате времён стадионной популярности «троллей» не оправдались. Альбом тяготел по настроению к первым студийным альбомам «Морская» и «Икра», которые принесли группе массовую популярность. Альбом был достаточно высоко оценён критикой и получил приз в номинации «Лучший альбом года» от журнала Fuzz. Раскрутка альбома по телевидению и радио была слабая, поэтому такие потенциальные хиты из альбома, как «Страху нет», «Кораллы», «Хищник», «Ирис», «Здравствуйдосвидания» не получили популярности.

## Название альбома
Илья Лагутенко обнародовал название нового альбома «Слияние и поглощение» на экономическом саммите в Гонконге. До официального релиза записи циркулировали слухи о социальной антиглобалистской направленности свежего материала, что в итоге оказалось ошибочным. Лидер группы «Мумий Тролль» отметил, что экономический термин «слияние и поглощение» как нельзя лучше подходит к описанию экономической ситуации в России, но сделал акцент на том, что в контексте альбома речь скорее идёт о культуре, чем об экономике. После презентации альбома у названия появился дополнительный оттенок — эротический, — благодаря альбомной лирике.

## Процесс записи
Запись альбома происходила в Риге, в Лондоне, в Доминиканской Республике и в Петербурге. В прессе запись группы «Мумий Тролль» в Доминиканской Республике вызвал немалый интерес. По словам Ильи Лагутенко, ему хотелось добиться расслабленной атмосферы в альбоме, поэтому он решил собрать всю группу на Карибских островах. Во время нахождения группы в Доминиканской Республике на остров Гаити обрушился ураган Иван, из-за которого пропало электричество, поэтому приходилось использовать электрический генератор. Ударные инструменты периодически одалживались в местной церкви. В Риге были записаны партия детского хора для песни «Страху нет» и симфоническое интро, которое исполнял детский оркестр.
В петербургской «Бестолочь-студии» группа работала со звукорежиссёром Олегом Барановым, из семпл-библиотеки которого были использованы женские стоны в песне «Непокой». Окончательное сведение альбома происходило в Лондоне при сотрудничестве с Риком Симпсоном, ранее работавшим с Kasabian и Coldplay.

## Оформление альбома
Дизайном альбома занималась студия Артемия Лебедева. Обложка альбома выполнена согласно концепции названия «Слияние и Поглощение». Илья Лагутенко запечатлён на фоне Большого театра, сзади находится изображение жениха и невесты, закрывающих лица символами сердца и доллара. Место проведения фотосъёмки для обложки породило слухи о гомосексуальной подоплёке альбома, так как место возле Большого театра является одним из самых популярных мест для встреч сексуальных меньшинств Москвы.

В итоге в композиции существуют не от мира сего жених и невеста — то есть коей свадьбы, сфотографированной на фоне достопримечательности, что тоже весьма характерно для свадьбы; музыканты рок-группы, являющейся противоположностью того, что делается в стенах Большого театра, и… Наверное, концепция слияния и поглощения не была бы доведена до своего столь значимого максимума, если бы в неё не были внедрены ещё и наши политические-экономические реалии, — и мы их внедрили. Но, я думаю, вам придётся очень хорошо изучить эту обложку, чтобы понять весь смысл сказанного, потому что это как… картинки «найди 10 различий».— Илья Лагутенко

## Оценка критиков
Обозреватель Rolling Stone Андрей Бухарин охарактеризовал альбом как слияние «советской эстрады с нью-вейвом, примитивной бит драм-машины с гитарными соло в стиле официозных советских рок-групп, Игоря Николаева с Scissor Sisters», тем самым подтвердив удачное название альбома. Критик отметил, что гедонистический образ жизни лидера группы «Мумий Тролль» Ильи Лагутенко не способствует творческому процессу, о чём свидетельствует наличие в альбоме ранее забракованного материала и композиции «Такбываетнеслучайно», датируемой 1987 годом. Сдержанной оказалась реакция журнала «Ровесник» и интернет-портала «Звуки.ру». Остальные издания дали высокие оценки альбому, журнал Fuzz присудил группе приз за «Лучший альбом года».

## Список композиций
Все песни И. Лагутенко.
Трека № 9 в альбоме нет.
| №   | Название               | Длительность |
| --- | ---------------------- | ------------ |
| 1.  | «Intro»                | 2:55         |
| 2.  | «Прости, Киска!»       | 5:11         |
| 3.  | «Банзай»               | 2:50         |
| 4.  | «Хищник»               | 3:55         |
| 5.  | «Страху нет»           | 3:30         |
| 6.  | «Кораллы»              | 4:08         |
| 7.  | «Приватизация»         | 3:33         |
| 8.  | «Такбываетнеслучайно»  | 4:48         |
| 10. | «Янтарь»               | 3:59         |
| 11. | «Ирис»                 | 3:16         |
| 12. | «Непокой»              | 2:51         |
| 13. | «Здравствуйдосвидания» | 4:24         |

- Бонус-видео (Подарочное издание)

| №   | Название                        | Длительность |
| --- | ------------------------------- | ------------ |
| 14. | «Банзай + Страху нет + Непокой» |              |

## Радиосинглы
Песни «Здравствуйдосвидания», «Прости, киска» и «Хищник» участвовали в хит-параде «Чартова дюжина».
| Песня                | Дата премьеры   | Недель в Чартовой дюжине | Наивысшая позиция |
| -------------------- | --------------- | ------------------------ | ----------------- |
| Здравствуйдосвидания | 4 марта 2005    | 4                        | 10                |
| Прости, киска        | 15 апреля 2005  | 5                        | 8                 |
| Хищник               | 8 сентября 2006 | 3                        | 12                |

## Создатели
Музыканты:
- Илья Лагутенко — вокал, гитара, бубен, клавишные
- Евгений «Сдвиг» Звиденный — бас
- Олег Пунгин — ударные
- Юрий Цалер — гитара

Камерный оркестр музыкальной школы им. Язепа Мединя г. Риги (Латвия), дирижёр Нормунд Дрегис. Вокальные партии — Филипп Черноног, Агата Савченкова, Катрина Луиза Озолиня (5), Мария Фернандес семплас (12)
- Запись, сведение, дополнительное производство — Rik Simpson, Олег Баранов (Bestoloch Studio)
- Мастеринг — Ian Cooper (Metropolis)

Оформление:
- Концепция: МТ Дизайн
- Фото: Сергей Дандурян
- Модели и наряды: Д. Логинов, К. Гайдай, Д. Чарков